# 動物の愛称一覧
動物の愛称一覧（どうぶつのあいしょういちらん）は、多くの人に愛称で呼ばれ親しまれた、あるいは親しまれている人間以外の動物の一覧。

## ウマ目

### ウマ
- クレバーハンス

## 鯨偶蹄目

### イノブタ
- ホグジラ

### イルカ
- はるか - 世界初の腹びれのあるイルカ生体。

### ウシ
- エルム・ファーム・オーリー
- 牛の吉田君

### カバ
- オーウェン

### キリン
- たいよう

### シャチ
- ケイコ - 映画『フリー・ウィリー』に出演して、野生復帰運動がおこった。

### ヒツジ
- ドリー - 世界初の体細胞クローン哺乳類。

## サル目

### ゴリラ
- ココ - 手話を教わった。
- コピート・デ・ニエベ - バルセロナ動物園。

### チンパンジー
- アイ
- オリバー君
- バブルス
- パンくん - テレビ「天才!志村どうぶつ園」に出演。
- モモちゃん - テレビ「天才!志村どうぶつ園」に出演。
- ワショー - 手話を教わった。セントラル・ワシントン大学。

### ニホンザル
- 次郎 - 反省ザル。
- チョロ松

### ヒヒ
- ジャック

### ボノボ
- カンジ - 英語を教わった。大型類人猿研究所。

## ゾウ目

### ゾウ
- ジャンボ
- アキ子
- ジョン、トンキー、ワンリー - 童話「かわいそうなぞう」。

## ネコ目

### アザラシ
- ウタちゃん
- カジちゃん
- カモちゃん
- コロちゃん
- タマちゃん
- ナカちゃん
- フーバー - 人間の言葉を真似ることのできたゼニガタアザラシ。
- みなぞう - 新江ノ島水族館で飼育されていたミナミゾウアザラシ。

### アシカ
- リャンコ大王 - 竹島のアシカ猟師を苦しめたニホンアシカ

### イヌ
- くぅ〜ちゃん - アイフルのCMに出演。
- ゴルディ - テレビ「天才!志村どうぶつ園」に出演。
- ゴン太 - サンライズのCMに出演。
- ジェームス - テレビ「天才!志村どうぶつ園」に出演。
- スナッピー - 世界初の体細胞クローン犬として発表された。
- だいすけ君（まさお君の息子） - テレビ「ペット大集合!ポチたま」に出演。
- タロとジロ
- 忠犬ハチ公
- まさお君 - テレビ「ペット大集合!ポチたま」に出演。
- マリ - 新潟県中越地震に被災したエピソードがマリと子犬の物語として映画化。
- わさお - 不細工な顔だけど可愛いと言う事から大人気になった。
- カイくん - ソフトバンクモバイルのCMに出演。CMでの役柄から「お父さん犬」と呼ばれている。

### オオカミ
- ロボ - アーネスト・シートンが駆除。『シートン動物記』内「ロボ - カランポーの王様」に登場。
- ブランカ - ロボの妻。

### クマ
- クマのウィニー
- ヴォイテク
- クヌート
- クラウド - 安佐動物公園。カンフー熊。
- ツヨシ - 徳山動物園。頭を抱えるしぐさ。

### ジャイアントパンダ
中国国外のパンダの多くには名前がついている。日本のパンダの名前についてはジャイアントパンダを参照。

### ネコ
- タウザー
- たま - 猫の駅長。
- チャトラン - 映画「子猫物語」に出演。
- はっちゃん
- はるみちゃん - テレビ「家政婦は見た!」に出演。

### レッサーパンダ
- 風太 - 千葉市動物公園。後ろ足で直立する。

## 鳥類

### ニワトリ
- 首なし鶏マイク

### ペリカン
- カッタくん

### ペンギン
- ニルス・オーラヴ
- さざなみ - 2012年に葛西臨海水族園から脱走したフンボルトペンギン
- グレープ

### ワシ
- ゴールディ

## 爬虫類

### カメ
- アドワイチャ
- ハリエット
- ムゼー
- ロンサム・ジョージ - この亜種最後の生き残り。

### 恐竜
- スー - 大きさ・保存状態とも最良級のティラノサウルス化石。

### ワニ
- ギュスターブ - 人食いワニ。